# C&A
C&A, formelt C&A Mode KG, er en international kæde af tøjbutikker med hovedsæde i Düsseldorf og Vilvoorde ved Bruxelles.
Kæden har butikker i Belgien, Bosnien-Hercegovina, Brasilien, Frankrig, Kina, Kroatien, Italien, Luxembourg, Mexico, Nederlandene, Polen, Portugal, Rumænien, Rusland, Schweiz, Serbien, Spanien, Schweiz, Slovakiet, Slovenien, Tjekkiet, Tyrkiet, Tyskland, Ungarn og Østrig. C&A omsætter for 6,8 mia. euro (2011/2012) og beskæftiger 36.000 ansatte. Antallet af butikker var i 2007 1.200, hvoraf de 400 er beliggende i hovedmarkedet, Tyskland.
Kæden blev grundlagt som et tekstilfirma i Nederlandene i 1841 af brødrene Clemens og August Brenninkmeijer. Brødrene lod deres forbogstaver danne navnet. Det er dog først i 1861, at brødrene åbner den første C&A-butik. Det sker i Sneek i Nederlandene.
Virksomheden ejes stadig af familien Brenninkmeijer, der er en af landets rigeste familier. Familien bor i dag i skattely i Schweiz.
C&A er medlem af European Retail Round Table.

## C&A i Danmark
Som led i en større ekspansionsbølge sidst i 1990'erne gik C&A ind på det danske marked med en butik på Vestergade i Odense i oktober 1995. Den anden butik åbnede på Strøget i Århus i marts 1997, mens dørene blev slået op til den tredje butik på Strøget i København i september 1997. Butikken i Århus lukkede i februar 1999, mens forretningerne i Odense og København fulgte efter senere samme år. To år senere trak kæden sig også ud af Storbritannien, ligesom man i 2009 trak sig ud af Argentina.
Ultimo september 2013 åbnedes 2 nye afdelinger atter i Danmark i hhv. City Vest i Aarhus og Kolding Storcenter.